# 9K32 Strela-2
El 9K32 «Strela-2» (en ruso: «Стрела-2», en español: Flecha-2, designación OTAN: SA-7 Grail) es un misil antiaéreo soviético/ruso de baja cota y de guía infrarroja y pasiva, del tipo «dispara y olvida». Es portable y fue diseñado para ser disparado desde el hombro. Fue la primera generación de misiles antiaéreos portátiles soviéticos, diseñado en los años 60 y que entró en servicio en el año 1968. Su producción en serie comenzó en 1970 en la Unión Soviética. Por su diseño es comparable al Redeye del Ejército de los Estados Unidos.
El 9K32M «Strela-2M», SA-7b «Grail Mod.1» (por su denominación OTAN), fue una mejora introducida en el año 1971 sobre el modelo anterior, aumentando su alcance y el tamaño de la cabeza de guerra. También se mejoró el sistema de guiado.

## Características técnicas
- Alcance máximo: 3400 m
- Cota de empleo: mínima 50 m; máxima 1500 m
- Velocidad máxima: 430 m/s, 1548 km/h
- Diámetro del misil: 72 mm
- Longitud del misil: 1420 mm
- Peso del misil: 9,15 kg
- Peso del sistema completo en posición de tiro: 14,5 kg
- Tiempo de entrada en posición de tiro: 10 s
- Tiempo de autodestrucción: de 12 a 15 s

## Funcionamiento
La guía infrarroja pasiva consiste básicamente en un dispositivo instalado en el misil que detecta la radiación infrarroja que desprende el objeto al que se apunta, en una aeronave típicamente el motor o motores, bordes de ataque, etc. 
Una vez seleccionado el blanco por el operador, el dispositivo adquiere la firma infrarroja del objetivo. Al efectuarse el disparo, el misil iniciará la persecución del blanco, según diferentes trayectorias, y el dispositivo infrarrojo, enviará al sistema de guiado del misil datos sobre la posición del objetivo, corrigiendo la trayectoria del misil según las variaciones en su trayectoria. 
Bien al acercarse el misil a su objetivo (si está dotado de una espoleta de proximidad), bien al impactar en el mismo, la cabeza de guerra hará explosión.

### Armas similares
- FIM-92 Stinger
- Misil Starstreak
- 9K38 Igla
- 9K34 Strela-3
- KP-SAM Shingung
- Fliegerfaust
- MBDA Mistral

### Listas relacionadas
- Anexo:Tabla comparativa entre sistemas de defensa aérea portátiles
- Anexo:Lista de Misiles antiaéreos de la Unión Soviética